# Мазаново (Гродненская область)
Мазаново (бел. Мазанава) — деревня в Мостовском районе Гродненской области Беларуси, входит в Дубненский сельсовет.
Расположена вблизи правого берега Немана в 25 км к юго-востоку от центра города Гродно.

## История
Первое упоминание встречается в «Гродненской экономике» (1558 год). Деревня была основана не позже 1540 г., так как в 1540-х годах в этой деревне наряду с остальными селами, входящими в Гродненскую королевскую экономию, была проведена волочная помера. Мазаново входило в Понеманское войтовство (центр — деревня Капечово, ныне Ковшово). Административным центром волости являлся королевский двор Скидель. Земли жителей деревни Мазаново граничили с землями пани Зброшковой (ныне деревни Брошковцы) и землями жителей села Капечова (Ковшово). В Отечественную войну была оккупирована немцами с 1941 по 14 июля 1944 года. Оккупанты убили 2 мирных жителя. 19 односельчан воевали на фронте, погибли 13.